# Pietro Giacomo Nonis

Bischofswappen Nonis

Pietro Giacomo Nonis (* 24. April 1927 in Fossalta di Portogruaro, Provinz Venedig, Italien; † 15. Juli 2014 in Vicenza) war Bischof des Bistums Vicenza.

## Leben
Pietro Giacomo Nonis empfing am 2. Juli 1950 das Sakrament der Priesterweihe. Er war Professor für Philosophie und Vizerektor der Universität Padua.
Papst Johannes Paul II. ernannte ihn am 20. Februar 1988 zum Bischof von Vicenza. Der Patriarch von Venedig, Marco Kardinal Cé, spendete ihn am 9. April 1988 die Bischofsweihe; Mitkonsekratoren waren Abramo Freschi, Bischof von Concordia-Pordenone, und Arnoldo Onisto, emeritierter Bischof von Vicenza. Sein bischöflicher Wahlspruch war Sub Tuum praesidium. Am 6. Oktober 2003 nahm Johannes Paul II. seinen altersbedingten Rücktritt an.
Er war der Initiator der Renovierung der Kathedrale von Vicenza Cattedrale di Santa Maria Annunziata, Duomo di Vicenza und konnte 1991 Papst Johannes Paul II. zur Fertigstellung einladen. Er war Initiator der Seligsprechung von Giovanna Meneghini, der Gründerin der Ursulinenkongregation vom Heiligen Herzen Mariens (Suore orsoline del Sacro Cuore di Maria).